# Ilan Araújo
Ilan Araújo oder kurz Ilan (* 18. September 1980 in Curitiba, als Ilan Araújo Dall'Igna) ist ein ehemaliger brasilianischer Fußballspieler mit italienischem Pass.

## Karriere
Ilan begann seine Profikarriere im Januar 1999 in Brasilien beim Paraná Clube. Ein Jahr später, im Januar 2000 wechselte Ilan zum FC São Paulo, einem der größten Klubs Brasiliens. Aber hier hielt es ihn nicht lange, im Januar 2001 wechselte er zu Athletico Paranaense. Hier spielte er schließlich über drei Jahre lang, ehe er im Sommer 2004 zum FC Sochaux nach Frankreich wechselte. Hier wurde er zu einem Star und Liebling der Fans, erzielte er doch 23 Tore in zwei Jahren. Im Sommer 2006 wechselte er zum AS Saint-Étienne.
Nach vier Jahren beim AS Saint-Étienne, in denen er 107 Spiele und 26 Tore absolvierte, wechselte er am 1. Februar 2010 zum englischen Verein West Ham United.
Ilan konnte sich in London nicht durchsetzen und wurde nach wenigen Monaten entlassen. Trotz zahlreicher Interessenten in Europa wechselte der Stürmerin seine Heimat zu SC Internacional aus Porto Alegre. Nach vier Spielen wurde er auch von diesem Klub entlassen. Die Saison 2012/2013 hatte er beim neuen französischen Erstligisten SC Bastia begonnen, wo er Ende der Saison 2013/14 seine aktive Laufbahn beendete. 
Für sein Heimatland stand er 2003 bei der Copa América auf dem Platz.

## Erfolge
São Paulo
- Torneio Rio-São Paulo: 2001

Atlético Paranaense
- Campeonato Brasileiro de Futebol: 2001
- Staatsmeisterschaft von Paraná: 2002